# アントン2世・フォン・アルデンブルク

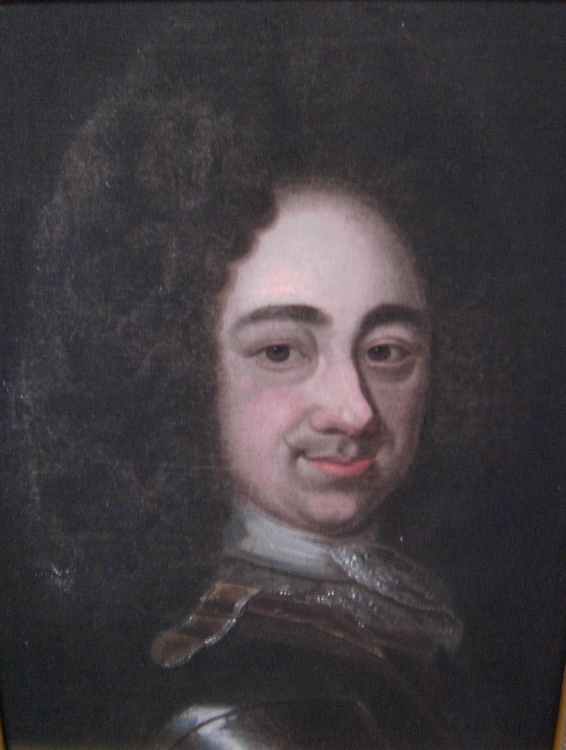
アントン2世・フォン・アルデンブルク

アントン2世・フォン・アルデンブルク（Anton II. von Aldenburg, 1681年5月26日 ファーレル - 1738年8月6日 ファーレル）は、ドイツの帝国伯。クニプハウゼン領主領及びファーレル管区その他の領主。

## 生涯
オルデンブルク伯家最後の当主アントン・ギュンターの庶子アントン1世・フォン・アルデンブルク伯爵と、その2番目の妻でフランス人ユグノーのシャルロット＝アメリー・ド・ラ・トレモイユの間の一人息子として、父の死の7か月後に生まれた。誕生と同時に、母、そしてウルリク・フレゼリク・ギュレンルーヴェ伯爵及びゲーデンス城主フランツ・ハインリヒ・フォン・フリダーク男爵の後見下に置かれた。彼らは年の離れた5人の異母姉のうち年長の2人の夫であった。
祖父アントン・ギュンターには嫡出子がなかったため、その死後、統治していた2つの邦オルデンブルク・デルメンホルスト両伯領は本家筋のデンマーク王が継承した。父アントン1世はその2伯領をデンマーク王の総督として監理していた。デンマーク王室は、アルデンブルク伯爵の後継者が幼児となったことが、同家の地位を政治的にも経済的にも弱体化させる好機だと考えた。デンマーク宮廷の圧力と絶え間のない嫌がらせの中で、アルデンブルク母子はオルデンブルクを離れ、オランダ・アーネムのドールウェルト城に移った。アントン2世は同地でカルヴァン派信徒として育てられた。デンマーク王室の次なる圧力は、1693年7月12日付で、母親からアントン2世の共同後見権を取り上げたことだった。デンマーク王室と結ばされた「アルデンブルク家約定（Aldenburgischen Traktat）」での取り決めにより、母親は息子の名で得ていたヤーデ及びシュヴァイの城代領並びにハーン荘園の地代、さらにエルスフレートのヴェーザー川通行税を得る資格を喪失した。アルデンブルク家の所領としては、イェファーの町とヴェーザー川の間に挟まれた土地、ファーレル管区（ただしデンマーク王の領邦高権の下でではあるが）及び帝国直属身分のクニプハウゼン領主領だけが保障された。1706年10月16日、アントン2世が成人すると前述の約定が発効し、ファーレル管区とクニプハウゼン領主領を領邦高権を持つ領邦君主として統治することが認められた。
1705年にフローニンゲン郊外ニーノールト（Nienoort）の領主ウィレム・フォン・インハウゼン・ウント・クニプハウゼン男爵の娘アンナ（1689年生）と最初の結婚をしたが、1711年離縁した。それから数か月後の1711年4月16日、ヘッセン＝ホンブルク方伯フリードリヒ2世の娘ヴィルヘルミーナ・マリア・フォン・ヘッセン＝ホンブルクと再婚。この2番目の妻との間には、唯一の子である長女シャルロッテ・ゾフィー（1715年 - 1800年）が生まれた。アントン2世は娘を後継者と認めてもらうべく運動し、1731年デンマーク王室の同意を得てアルデンブルク家の女子・女系相続を可能とした。
アントン2世の治世中、ドイツ北西部に壊滅的被害を与えていた、絶え間ない高潮の被害により、彼の狭小な所領の経営は極めて難しい状況に陥った。彼はローン及びペンドレヒトの領主ウィレム・ベンティンクから33万7000グルデンを融資してもらい、そして娘をベンティンクに嫁がせることを余儀なくされた。以後、娘夫婦の子孫であるアルデンブルク＝ベンティンク家が1854年まで家領を統治した。